# Spastik
Die Begriffe Spastik bzw. Spastizität leiten sich vom griechischen Wort σπασμός (spasmos, „Krampf“; latinisiert Spasmus, dt. Plural Spasmen) ab und beschreiben eine in typischer Weise erhöhte Eigenspannung der Skelettmuskulatur, die immer auf eine Schädigung des Gehirns oder Rückenmarks zurückzuführen ist.

## Neurologische Grundlagen
In Gehirn und Rückenmark der Wirbeltiere liegen Zellen, die mit ihrem langen Ausläufer (dem Axon) zum Muskel ziehen, um ihn zu innervieren (stimulieren). Diese efferenten (ausführenden) Nervenbahnen werden als Motoneuronen bezeichnet, wobei zwischen dem ersten bzw. oberen Motoneuron und zweiten bzw. unteren Motoneuron unterschieden wird. Ersteres (dessen Zellkörper, die Pyramidenzellen, im Gehirn liegen) vermittelt die Steuersignale für willkürliche Bewegungen über seine Axone (die die Pyramidenbahn bilden) an das untere Motoneuron, das als eigentlicher Impulsgeber für die Muskeln fungiert. (Ausführlich wird die Entstehung einer Bewegung im Artikel Motorcortex erklärt.) Motoneurone des Rückenmarkes erhalten auch Informationen über extrapyramidale Bahnen, mit überwiegend hemmender Wirkung. Damit soll eine übermäßige Muskelreaktion verhindert werden. Über diese Bahnen werden auch die unwillkürlichen Reflexe gesteuert. In den muskelansteuernden Motoneuronen des Rückenmarkes laufen diverse Informationen aus dem Gehirn zusammen, deren Summe darüber entscheidet, in welchem Maße sich ein Muskel zusammenzieht. Das Ausmaß der Kontraktion erfährt dabei ständig eine feine Abstimmung, im Fall der Skelettmuskulatur zwischen Agonisten und Antagonisten einer Bewegung. Auch die als Muskeltonus bezeichnete Grundspannung eines nicht willkürlich innervierten Muskels wird über die absteigenden extrapyramidal-motorischen Bahnen gesteuert.
Bei der neurologischen Untersuchung zeigt sich eine spastisch erhöhte Muskelspannung als „geschwindigkeitsabhängiger Dehnungswiderstand des nicht willkürlich vorinnervierten Skelettmuskels“, das heißt, dass sich der spastische Hypertonus umso ausgeprägter erweist, je schneller ein Muskel passiv gedehnt wird (im Gegensatz zum geschwindigkeitsunabhängigen Rigor).

## Ursachen
Ursächlich für spastische Lähmungen ist eine Schädigung der für Bewegung zuständigen Bereiche im zentralen Nervensystem (ZNS), also Gehirn und Rückenmark, insbesondere der Pyramidenbahn des ersten Motoneurons. Beteiligt ist immer auch eine Läsion des extrapyramidalmotorischen Systems, denn dieser unbewusste Teil des Nervensystems schickt beständig beruhigende Impulse an den Muskel, um Tonus und Eigenreflexe zu regulieren. Fehlen diese, kommt es zur Verkrampfung. (Liegt hingegen eine isolierte Schädigung des zweiten Motoneurons vor – also ohne Läsion des extrapyramidalen Systems –, hat dies eine schlaffe Lähmung zur Folge.)
Die weit häufigste Ursache der Spastik ist eine durch einen Hirninfarkt verursachte hypoxische Schädigung motorischer Hirnregionen. Auch Unfälle mit Schädel-Hirn-Trauma oder Rückenmarksverletzungen können zur Schädigung der extrapyramidalen Bahnen führen. Andere Auslöser für Spasmen sind Erkrankungen wie Spastische Spinalparalyse, Multiple Sklerose oder Amyotrophe Lateralsklerose (bei ca. 20 % der Betroffenen).
Eine frühkindliche Hirnschädigung kann ebenfalls spastische Lähmungen auslösen. Hierfür gibt es unterschiedliche Ursachen, wobei in den meisten Fällen ein Sauerstoffmangel unter der Geburt ursächlich ist. Dieser kann entstehen, wenn die Sauerstoffversorgung über die Nabelschnur unterbrochen ist, aber die eigenständige Atmung noch nicht einsetzen kann (d. h. der Kopf sich noch im Geburtskanal befindet) oder es zu einem Herz-Kreislauf-Stillstand kommt. Seltenere Ursachen sind eine Hirnblutung zu diesem Zeitpunkt (besonders für Frühgeborene ist dieses Risiko deutlich erhöht) sowie vorgeburtliche Komplikationen, die zu einer Läsion motorischer Bahnen führen können: hier kommen virale Infektionskrankheiten der Mutter, Vergiftungen unterschiedlicher Art oder Unterversorgung des Fötus in Frage. Liegt eine dieser Ursachen vor, spricht man von einer Infantilen Zerebralparese (ICP).
Darüber hinaus kann auch zu einem späteren Zeitpunkt Sauerstoffmangel die betreffenden Hirnareale schädigen. Dies kann zum Beispiel bei nach Ertrinken wiederbelebten Kindern vorkommen. Spastiken können ebenfalls als Folge von Entzündungen im Bereich des Zentralnervensystems, wie Meningitis, Myelitis oder Enzephalitis, auftreten. Entscheidend ist eine Schädigung auf dem Weg von der ersten Entstehung eines Bewegungsimpulses zu der letzten Nervenzelle, die „ihre“ Muskelfaser versorgt (motorische Einheit). Der betreffende Muskel wird durch den spinalen Schock zunächst schlaff und kraftlos, außerdem fehlen die Muskeleigenreflexe (Areflexie). Im Verlauf von Wochen bis Monaten entwickelt sich dann die überhöhte Spannung. Kennzeichnend für den Betroffenen ist nun nicht mehr die Kraftlosigkeit (schlaffe Lähmung), sondern die mangelnde Kontrolle und Koordination, denn die übergeordnete Feinsteuerung durch das pyramidale System und die Beruhigung durch das extrapyramidale System fehlen.
Die pathogenetischen Faktoren, die auf neuronaler Ebene die Spastik auslösen, sind z. T. noch hypothetisch. Diskutiert wird in diesem Zusammenhang die Reorganisation durch Neubildung von synaptischen Kontakten (das so genannte collateral sprouting) und durch Umwandlung von inhibitorischen in exzitatorische Synapsen sowie eine sich ausbildende Rezeptor-Hypersensibilität. Diese neurophysiologischen Prozesse werden unter dem Begriff Plastizität des ZNS zusammengefasst.

## Symptome
Eine Spastik ist keine Krankheit, sondern immer ein Symptom einer Schädigung oder Erkrankung des ZNS. Spastische Lähmungen zeigen sich in sehr unterschiedlichen Variationen und Intensitäten, die von minimalen, kaum beeinträchtigenden Bewegungseinschränkungen bis hin zu schwersten körperlichen Behinderungen reichen. Dabei hat jeder Patient sein eigenes spastisches Muster. Ein solches stellt beispielsweise die Wernicke-Mann-Haltung dar. Je nach Lokalisation der Lähmung unterscheidet man:
- Monospastik = spastische Lähmung einer Extremität
- Paraspastik = spastische Lähmung beider Beine
- Hemispastik = spastische Lähmung der Extremitäten einer Körperhälfte
- Tetraspastik / spastische Tetraparese = alle vier Extremitäten sind spastisch gelähmt; daneben können auch Hals- und Rumpfmuskulatur betroffen sein.

Da die Sprech- und Schluckmuskulatur ebenfalls betroffen sein kann, sind auch in diesem Bereich Beeinträchtigungen möglich. Dazu zählen Sprachstörungen, wie langsame und/oder undeutliche Artikulation (Dysarthrie), oder erschwertes Schlucken (Dysphagie). Umfasst die Lähmung auch die Augenmuskulatur, werden die Bewegungen beider Augen nicht korrekt koordiniert, so dass es zu Doppelbildern („Schielen“) kommt. Neben erhöhtem Muskeltonus und Dehnungswiderstand treten in den meisten Fällen auch „andere Symptome wie Muskelparesen und Verlangsamung des Bewegungsablaufs, gesteigerte Muskeleigenreflexe und pathologische Fremdreflexe“ auf. Dies bedeutet, dass die Beweglichkeit erheblich eingeschränkt ist und aktive Bewegungen nur mühsam und wenig differenziert ausgeführt werden können. Die Bewegungskoordination erfolgt unter Umständen nicht fehlerlos, so beispielsweise die Koordination zwischen Augen und Hand (gezieltes Greifen) oder symmetrische Bewegungsabläufe. Seltener treten athetotische, das sind langsame geschraubte Bewegungen, oder choreatische, das sind regellos plötzlich einschießende unwillkürliche Bewegungen, auf.
Beim Vorliegen einer angeborenen spastischen Behinderung bleiben frühkindliche Reflexe erhalten, die bei Gesunden innerhalb des ersten Lebensjahres unterdrückt werden. Ein solches Beispiel ist der Palmarreflex (ein Greifreflex), bei dem ein Berühren der Handinnenfläche ein sofortiges Schließen der Hand auslöst. Ein weiterer pathologischer Reflex, der kennzeichnend für eine Schädigung der Pyramidenbahn ist (Pyramidenbahnzeichen), ist der Babinski-Reflex. Kommt es erst zu einem späteren Zeitpunkt zur Beeinträchtigung kortikospinaler motorischer Systeme, werden diese frühkindlichen Reflexe durch den Ausfall übergeordneter Strukturen reaktiviert.
Eine Spastik geht hingegen nicht zwangsläufig mit geistigen Behinderungen einher. Manchmal wirken Betroffene in ihrer Lern- und Kognitionsfähigkeit eingeschränkt, was jedoch nicht auf einem Intelligenzdefizit beruht, sondern an der motorisch bedingt verlangsamten Reaktion liegt (zum Beispiel Antwort auf Frage). Allerdings gibt es auch Fälle mit gleichzeitiger leichter Intelligenzminderung bis hin zu schwerer geistiger Behinderung; hier wurden durch den Sauerstoffmangel bzw. die Infektion auch in anderen Bereichen Hirnschäden verursacht.
Die Verkrampfung der Muskulatur ist tageszeitlichen Schwankungen unterlegen. Zusätzlich kann sie durch verschiedenste Reize der inneren und äußeren Umgebung spontan verstärkt werden. Hierzu gehören die Dehnung der Muskeln selbst, Signale aus den Eingeweiden, zum Beispiel Blasenfüllung, Umgebungsbedingungen wie Wärme, Feuchtigkeit, Berührungen oder psychische Einflüsse, zum Beispiel große Freude, Angst, Ärger oder Depression. Es können Schmerzen hinzutreten, die vor allem im akuten Spasmus sowie bei passiver Dehnung der spastischen Muskeln sehr stark sein können.

## Diagnose
In einem Skelettmuskel mit intakter Nervenversorgung bleibt bei willentlicher Entspannung eine leichte Restspannung (der physiologische Muskeltonus) bestehen. Diese kann der Untersucher spüren, wenn er Gelenke im Körper eines zu Untersuchenden durchbewegt, ohne dass der Untersuchte dabei aktiv mitarbeitet – der Untersucher beugt und streckt zum Beispiel einen Arm oder ein Bein. Stellt er fest, dass er dafür mehr Kraft als gewohnt benötigt und die Steifigkeit, gegen die er anarbeitet, zum Ende einer jeweiligen Bewegungsrichtung und je schneller er versucht, die Bewegung durchzuführen, noch größer wird, bezeichnet man dies als Spastizität. Bei diesem Beugeversuch kann man oft das so genannte Taschenmesserphänomen beobachten: Der als Ausdruck der spastischen Tonusvermehrung erhöhte Widerstand lässt plötzlich nach und der betroffene Muskel kann nun weiter gedehnt werden. Im Zusammenhang mit spastischen Tonuserhöhungen treten häufig auch pathologische Reflexe sowie Pyramidenbahnzeichen auf.

## Folgeschäden
Eine langfristige Folge der Bewegungsstörung sind Muskelverkürzungen, die ihrerseits die Beweglichkeit weiter einschränken, sowie Fehlhaltungen und -stellungen in Gelenken verursachen (Kontrakturen). Gelenkdeformitäten treten besonders häufig am Fußgelenk und an der Hüfte (Hüftluxation) auf. Dadurch können entzündlich-degenerative Gelenkschäden wie Arthritis und Arthrose begünstigt werden. Eine Skoliose (seitliche Krümmung der Wirbelsäule) tritt vor allem dann auf, wenn eine Körperhälfte stärker von der Schädigung betroffen ist als die andere. Bei sehr stark ausgeprägter Skoliose sind Funktionsstörungen der Lunge möglich. Besonders bei wenig mobilen Patienten drohen Durchblutungsstörungen und Druckgeschwüre (Dekubitus). Darüber hinaus ist das Risiko einer Osteoporose erhöht. Sollte eine fehlerhafte Augenkoordination nicht ausreichend behandelt werden (können), verliert das beim Schielen „unbenutzte“ (ausgeblendete) Auge an Sehschärfe und kann aufgrund der Degeneration des Sehnervs erblinden. Psychische Folgen können mangelndes Selbstvertrauen, Depressionen und Wesensveränderungen sein – oft als Folge von Ausgrenzung und sozialer Isolation.

## Therapie
Da eine spastische Lähmung nicht heilbar ist, besteht das Ziel der verschiedenen Therapiemöglichkeiten in der Minderung der vorhandenen Beschwerden, der verbesserten Beweglichkeit sowie dem Entgegenwirken von Folgeschäden, wie Gelenkentzündungen und -deformationen. Grundsätzlich gilt, dass die Therapie multidisziplinär sein sollte. Wegen der hohen Variationsbreite des Krankheitsbildes muss für jeden Patienten ein individueller Therapieplan zusammengestellt werden.

### Bewegungstherapie
Von übergeordneter Wichtigkeit ist die Physiotherapie (Krankengymnastik). Der Therapeut versucht, Spasmen zu minimieren, Gelenke passiv zu bewegen, um deren Beweglichkeit zu erhalten, aber auch gesunde Muskelpartien zu stärken und durch gezielte Übungen physiologische Bewegungsmuster auszulösen. Die Physiotherapie kann außerdem durch das Training an einem Bewegungstrainer bzw. Bewegungstherapiegerät bei der Minimierung von Spasmen unterstützt werden. Auch Hydrotherapie und Schwimmen können hilfreich sein. Falls Sprech- und Schluckstörungen vorliegen, sollte auch ein Logopäde zur Behandlung hinzugezogen werden. Ziel der Ergotherapie ist es, dem Betroffenen Hilfestellung zur Bewältigung der alltäglichen Verrichtungen zu geben.
Eine weitere Behandlungsmöglichkeit stellt das Therapeutische Reiten dar. Unbedingt erforderlich ist hierfür ein geeignetes Pferd mit ausgeglichenem Temperament, das nicht zu groß sein sollte (neben dem Pferd gehende Helfer müssen den Patienten halten können), keinen zu breiten Rücken haben sollte (wegen des bei spastisch Gelähmten häufig eingeschränkten Spreizungsvermögens der Beine) und über taktreine Gangarten verfügen sollte, besonders im Schritt (kein 'Passgänger'!), da die Therapie überwiegend in dieser Gangart durchgeführt wird. Die Wirkung der Hippotherapie beruht auf der Wärme des Pferderückens (es wird ohne Sattel, dafür mit einem Gurt mit Griffen und evtl. einer Decke geritten), die entspannend auf die übermäßig gespannte Muskulatur wirkt, sowie auf dem gleichmäßigen Rhythmus der Pferdebewegungen. Die sich auf den Patienten übertragende Schrittbewegung des Pferdes entspricht nahezu dem Bewegungsablauf beim Gehen und hilft, ein physiologisches Bewegungsmuster zu bahnen. Hinzu kommen vorsichtige Dehnungsübungen und Training des Gleichgewichtssinns. Voraussetzung für das Therapeutische Reiten ist, dass der Patient keine Angst vor dem Pferd hat, da dies zu einer zusätzlichen Verkrampfung führen würde. Die Krankenkassen übernehmen die Kosten der Reittherapie in der Regel nicht, weil ein medizinischer Nutzen nicht (ausreichend) belegt ist. Betroffene berichten jedoch häufig von (subjektiver) Linderung der Beschwerden.

### Medikamentöse Therapie

#### Orale Medikation
Die medikamentöse Therapie besteht in erster Linie in der oralen Gabe von Medikamenten, die antispastisch wirken. Dies geschieht entweder durch Herabsetzung des Muskeltonus oder durch Blockierung der neuromuskulären Reizübertragung an der motorischen Endplatte. Hierdurch werden die betroffenen Muskeln, jedoch auch alle übrigen Muskeln des Körpers, entspannt und schmerzhafte Spasmen reduziert. Bei einer zu hohen Dosis kann es dabei wegen der atemdepressiven Nebenwirkung zu einem Atemstillstand kommen. Auch ist die sedierende Wirkung der Präparate nicht immer erwünscht. Je nach Ursache der Spastik und ihrer Ausprägung ist die Gabe von antispastischen Medikamenten nicht immer sinnvoll, da unerwünschte Wirkungen größer als der Nutzen (= Funktionsverbesserung der betroffenen Muskulatur) sein können.

#### Botulinumtoxintherapie
Neben der oralen medikamentösen Behandlung ist eine ergänzende Therapie durch intramuskuläre Injektionen von Botulinumtoxinen möglich, wenn die Spastik bestimmter Muskeln im Vordergrund steht. Diese Substanz wird in den betroffenen Muskel gespritzt und wirkt auf die dortigen Synapsen, indem sie die Freisetzung des Neurotransmitters Acetylcholin verhindert. Die Folge ist eine – reversible – schlaffe Lähmung des Skelettmuskels. Die Therapie hat den Vorteil, dass sie bei lokalisierten spastischen Veränderungen eingesetzt wird und daher in der Regel keine systemischen Nebenwirkungen erzeugt.

#### Intrathekale Baclofengabe
Bei einigen schweren Formen von Spastizität kann die konservative Behandlung mit Physiotherapie und oraler Medikamentengabe u. U. nicht ausreichend und aufgrund der Vielzahl betroffener Muskeln eine Botulinumtoxingabe nicht sinnvoll sein. In solchen Fällen besteht die Möglichkeit der so genannten intrathekalen Baclofen-Therapie, bei der ein Medikament mit spasmolytischer Wirkung über eine implantierte Pumpe kontinuierlich in den Wirbelkanal abgegeben wird. Dieses Verfahren ist sehr aufwändig, kostenintensiv und mit möglichen Komplikationen (z. B. Operationsrisiko) verbunden.

### Operative Therapien
Neben diesen konventionellen Therapien gibt es verschiedene operative Techniken, die Deformationen vorbeugen oder korrigieren sollen, sowie solche, deren Ziel die „größtmögliche Herstellung des Muskelgleichgewichts“ ist, um spastische Bewegungsmuster zu reduzieren. Einige Beispiele sind Sehnenverlängerungen, Muskelversetzungen und Knochenumstellungen. Meist werden diese Maßnahmen bei Kindern im Vorschulalter angewandt; bei Erwachsenen sind orthopädisch-chirurgische Korrekturen seltener und erzielen häufig keine großen Erfolge. Bei schwersten spastischen Lähmungen in Verbindung mit starken Schmerzen und Bewegungsunfähigkeit – besonders der unteren Extremität – besteht die Möglichkeit, die den betroffenen Muskel versorgenden Nerven zu durchtrennen. Bei dieser Methode wird die spastische Lähmung zur schlaffen Plegie. Sensibilitätsstörungen der betreffenden Extremität sind häufige Nebenwirkungen eines solchen Eingriffs, der im Übrigen die Spastik oft nur vorübergehend bessert und daher heutzutage kaum noch durchgeführt wird, zumal jetzt effektivere medikamentöse Therapien verfügbar sind.

### Hilfsmittel
Je nach Schweregrad der Behinderung ist der Hilfsmittelbedarf sehr variabel. Häufig werden benötigt: Gehhilfen, Orthesen, orthopädische Schuhe, Korsetts oder auch Rollstühle mit leicht zu bedienender Steuerung oder individuell angepasster Sitzschale.

## Auswirkungen
Die Auswirkungen einer Spastik variieren signifikant je nach ihrer Ausprägung, das heißt davon, welche Körperteile wie stark betroffen sind. Darüber hinaus beeinflussen die Ursache – und damit eventuelle weitere Symptome der Erkrankung – sowie das Lebensalter beim Auftreten der Schädigung den Grad der Beeinträchtigung.

### Familie, Wohnen
Die Betreuung eines schwerbehinderten Kindes erfordert von der Familie viel psychische und körperliche Kraft und bringt manche Einschränkung mit sich. Neben der medizinischen Behandlung leisten Beratung und Unterstützung zum Beispiel durch Physiotherapeuten, Ergotherapeuten, Behindertenverbände, Rehazentren und andere Hilfseinrichtungen einen wichtigen Beitrag dazu, dass das Kind sowohl größtmöglich gefördert wird, als auch geborgen aufwachsen kann.
Selbstverständlich stellt auch das Auftreten einer Spastik im höheren Lebensalter den Betroffenen und seine Familienangehörigen vor zahlreiche Herausforderungen. Vom Grad der Beeinträchtigung abhängig ist der Bedarf einer rollstuhlgerechten Wohnung und einer behindertengerechten Ausstattung.

### Alltag, Integration
Eine eingeschränkte Bewegungsfähigkeit erschwert häufig die selbständige Bewältigung des Alltags. Je nach Schweregrad können selbst grundlegende Tätigkeiten wie z. B. An- und Auskleiden, Essen und Trinken oder der Toilettengang nicht ohne fremde Hilfe ausgeführt werden. Dieser Verlust an Selbständigkeit kann negative Auswirkungen auf das Selbstwertgefühl der Betroffenen haben.
Die Teilnahme am sozialen Leben kann beispielsweise durch das Angewiesensein auf einen Rollstuhl oder andere Mobilitätsprobleme (z. B. Angst vor Stürzen), aber auch durch Seh- und Sprachstörungen beeinträchtigt sein und somit zu sozialer Isolation und Vereinsamung führen. Manchmal ziehen sich Betroffene auch (noch weiter) aus der Gesellschaft zurück, weil sie sich nicht akzeptiert fühlen.

### Schule, Beruf
Viele Kinder mit ICP können eine Regelschule besuchen, wobei die Einschulung in vielen Fällen mit bürokratischen Hürden verbunden ist. Zu nennen sind hier u. a. Finanzierungsprobleme für die Betreuung durch einen persönlichen Assistenten, aber evtl. auch Unsicherheiten von Lehrern, ein körperbehindertes Kind in der Klasse zu haben, weil dieser Aspekt in der Lehrerausbildung häufig vernachlässigt wird. Die Aufnahme in eine Regelklasse kann die Integration des Kindes fördern, aber auch zu Konflikten führen, wenn von ihm das Gleiche verlangt wird wie von Kindern ohne Einschränkungen (und so z. B. der Zeitbedarf beim Schreiben erhöht ist).
Tritt zu einem späteren Zeitpunkt eine spastische Lähmung auf, kann u. U. ein erlernter Beruf nicht weiter ausgeübt werden (z. B. wegen einer Einschränkung oder einem Verlust der Mobilität oder der Feinmotorik).

## Sonstiges
Der Begriff Spastiker sowie seine Kurzformen Spast bzw. Spasti werden teils als Schimpfwort im Sinne von Kretin, d. h. „Dummkopf, beschränkte, unfähige Person“, verwendet.